# Festivités western de Saint-Victor
Les Festivités western de Saint-Victor (parfois aussi appelés "Festival western de Saint-Victor") se tiennent à Saint-Victor (Québec), (Canada), à la fin juillet de chaque année depuis 1978. Les activités comprennent un rodéo, des compétitions équestres, des randonnées à cheval guidées, une parade ainsi que des spectacles.
La 40e édition a eu lieu en 2018